# 李安泽
李安泽（1960年8月—），男，江西瑞金人，中华人民共和国政治人物。中国共产党党员。华中科技大学经济学硕士，管理学博士，注册会计师。

## 生平
历任南昌市地方税务局局长，江西省财政厅副厅长，省地方税务局副局长、局长，中共新余市委副书记、副市长、代市长、市长等职。2009年12月起主持中共新余市委全面工作，次年3月起正式担任中共新余市委书记。2013年3月，担任江西省发展和改革委员会党组书记，主任。2014年8月27日，因与落马的前江西省委书记苏荣关系密切被纪委带走。媒体报道，李安泽巴结苏荣之妻于丽芳，导致国家损失10亿。而他担任江西省质监局副巡视员的兄长李安运则于2015年12月被中共江西省纪委立案调查。